# Linci
Linci (ukr. Лінці) – wieś na Ukrainie. Należy do rejonu użhorodzkiego w obwodzie zakarpackim i liczy 784 mieszkańców.